# Phlox griseola
Phlox griseola är en blågullsväxtart. Phlox griseola ingår i släktet floxar, och familjen blågullsväxter.

## Underarter
Arten delas in i följande underarter:
- P. g. griseola
- P. g. tumulosa

## Bildgalleri

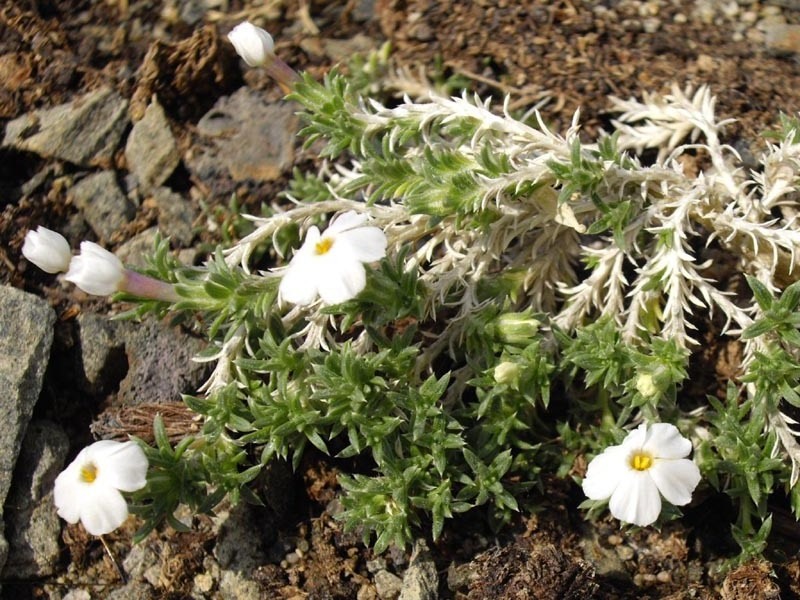